# Joan de la Via
Joan de la Via (Girona, segle XV-Constantinoble, dies posteriors al 29 de maig de 1453) va ser un mercader i patró de nau ciutadà de Girona i de Barcelona. Va ser l'últim cònsol de catalans a la Constantinoble romana d'Orient («consul Cathalanorum in Constantinopoli», «cònsol de catalans de Constantinoble», «consul Cathalanorum et aliorum naturalium et fidelium dicti domini regis Aragonum»).

## Biografia
Va pertànyer a una de les branques de la família de juristes gironins de la Via, Joan es va instal·lar a Barcelona, on se'l documenta ja als anys trenta del segle xv i acabarà essent considerat ciutadà. Va exercir principalment les funcions de patró de nau, entre d'altres, del ballener Santa Maria, d'un timó i una coberta. Se li coneixen expedicions al Llevant, Flandes o Sicília. Durant un viatge a Rodes (1434?) es va veure implicat en un cas de pirateria en el port de la dita illa, quan, juntament amb la nau d'Antoni Pujades, capturà una nau genovesa a bord de la qual viatjaven, entre d'altres, jueus de Cafa (Feodòssia). En aquesta ocasió Joan de la Via va patronejar la nau armada pel cavaller Riambau de Corbera, fill del cavaller homónim senyor del castell del Far.
El 28 de juny de 1445 Joan de la Via va ser designat i proveït amb l'ofici de cònsol de catalans i altres súbdits del rei a Constantinoble per part dels consellers de la ciutat de Barcelona, en base al privilegi concedit al municipi pel rei Jaume I el 6 d'agost de 1268, deposant Pere Rocafort, cavaller de Messina, el seu antecessor en el càrrec. Va ser confirmat pel rei Alfons el Magnànim el 2 d'octubre de 1445.
Joan de la Via va arribar a Constantinoble el 24 de març de 1447. Anteriorment, el 20 de maig i el 19 de juny de 1446, Rocafort havia escrit ja als consellers indignat per la seva destitució i va recórrer al rei. A la seva arribada Joan de la Via va haver de fer front a un ambient força hostil. Després de mesos d'espera, l'emperador Joan VIII Paleòleg només el va reconèixer com a cònsol dels barcelonins. Finalment, Joan va fugir a Pera (Gàlata) davant l'acollida poc favorable de la cort imperial. El 1448 els consellers de Barcelona intervingueren davant del rei, l'emperador, diversos funcionaris i senyors locals a favor de Joan de la Via. Rocafort va tornar a presentar les seves queixes davant els consellers i es va dirigir a l'encontre del rei que el va confirmar de nou en el càrrec. Durant la seva absència de més d'un any i mig, Joan de la Via va aprofitar para retornar a Constantinoble i exercir les seves funcions des d'allà. Per aquelles dates va haver de fer front a una altra amenaça per al seu càrrec. Els genovesos designaren un cònsol per als catalans i altres súbdits del rei a Pera, fet que entrava en competència directa amb l'ofici de Joan de la Via, la jurisdicció del qual s'estenia també sobre aquell indret.
En tornar Rocafort a Constantinoble es reinicià l'enfrontament amb de la Via. L'emperador Constantí XI Paleòleg, reconeixent la validesa dels privilegis de la ciutat de Barcelona sobre els nomenaments consulars, però no volent enemistar-se amb el rei Alfons, exigí un document acreditatiu definitiu de part del rei per reconèixer a Joan de la Via. Els consellers de Barcelona enviaren una ambaixada al rei per tractar la qüestió i finalment, el 29 de gener de 1451, Alfons el Magnànim es va avenir a revocar definitivament Rocafort i a reconèixer Joan de la Via com únic i legítim cònsol de tots els seus súbdits.
Joan de la Via va restar en el càrrec fins a la conquesta de Constantinoble per part de les tropes de Mehmed II el 29 de maig de 1453. D'acord amb els testimonis de Leonard de Quios i d'Angelo Giovanni Lomellino, Joan de la Via -no Pere Julià com s'ha afirmat erròniament- hauria estat a càrrec de la defensa d'una torre propera a l'hipòdrom identificada possiblement amb la torre Boukinon o Bykanon i hauria estat executat dies després per ordre del sultà juntament a alguns catalans (les xifres varien entre dos i cinc o sis).